# 蔣垣
蔣垣（？—1724年），字用崇，福建晉安（今福州）人。清初理學家。

## 生平
康熙十一年（1672年）壬子科举人。康熙二十五年（1686年）泉州府教授。精於理學，著有《八閩理學源流》。
蔣垣妻子為關秋芙，是個江南才女，飽讀詩書，夫妻是姑舅表親，青梅竹马，婚後居於西子湖畔，他們最為人所樂道的還是筆記《秋燈鎖憶》〈秋芙〉裡的那句對白：
秋芙所種芭蕉，已葉大成陰，陰蔽簾幙；秋來雨風滴瀝，枕上聞之，心與之碎。一日，余戲題斷句葉上云：“是誰多事種芭蕉？早也瀟瀟，晚也瀟瀟。”明日，見葉上續書數行云：“是君心緒太無聊，種了芭蕉，又怨芭蕉。”字畫柔媚，此秋芙戲筆也。然余於此，悟入正復不淺。